# Psathyrophlyctis serpentaria
Psathyrophlyctis serpentaria är en lavart som beskrevs av Brusse. Psathyrophlyctis serpentaria ingår i släktet Psathyrophlyctis och familjen Phlyctidaceae.   Inga underarter finns listade i Catalogue of Life.